# يو إف سي 140
يو إف سي 140: جونز ضد ماتشيدا (بالإنجليزية: UFC 140: Jones vs. Machida)‏ هو حدث لفنون القتال المختلطة نظمته يو إف سي، أُقيم في 10 ديسمبر 2011، على مركز طيران كندا في تورونتو، أونتاريو، كندا.